# رهیاب آرایه کیلومتر مربعی استرالیا
رهیاب آرایه کیلومتر مربعی استرالیا (انگلیسی: Australian Square Kilometre Array Pathfinder) یا (ASKAP) یک آرایه تلسکوپ رادیویی است که در رصدخانه رادیویی-نجوم مورچیسون (MRO) در منطقه غرب میانه استرالیای غربی قرار گرفته‌است.
این مجموعه به عنوان نمایشگر فناوری‌های نو برای آرایه بین‌المللی کیلومتر مربعی (SKA)؛ یک تلسکوپ رادیویی بین‌المللی، بزرگ‌تر و حساس‌تر٬ (سایت ASKAP) به عنوان یکی از دو مکان مرکزی SKA انتخاب شده‌است.
ASKAP توسط سازمان تحقیقات علمی و صنعتی مشترک کشورهای همسود (CSIRO) اداره می‌شود و بخشی از تأسیسات ملی تلسکوپ استرالیا را تشکیل می‌دهد.
ساخت‌وساز در اواخر سال ۲۰۰۹ آغاز شد و نخستین نور در اکتبر ۲۰۱۲ بود.
ASKAP متشکل از ۳۶ آنتن سهموی یکسان، هر کدام با قطر ۱۲ متر (۳۹ فوت) است که با هم به عنوان یک تداخل‌سنج نجومی با مساحت کل جمع‌آوری تقریباً ۴۰۰۰ متر مربع (۴۳۰۰۰ فوت مربع) کار می‌کنند. هر آنتن مجهز به تغذیه آرایه فازی (PAF) است که میدان دید را به میزان قابل توجهی افزایش می‌دهد. این طراحی هم سرعت بررسی سریع و هم حساسیت بالایی را فراهم می‌کند.